# Karlstads övnings- och skjutfält
Karlstads övnings- och skjutfält var ett militärt övnings- och skjutfält beläget cirka 3 km norr om Karlstads centrum mellan Riksväg 61 och Värmlandsbanan. Övnings- och skjutfältet är känt som Norra fältet, Sanna, Sandbäcken samt I2-skogen.

## Historik
Bakgrunden till att övnings- och skjutfält anordnades var att Värmlands regemente förlades till ett nyuppfört kasernetablissement i Sandbäcken i nordvästra Karlstad. Övnings- och skjutfältet har utvidgats vid ett flertal gånger, år 1948 inköptes områden kring Marieberg och i juni 1950 inköptes det så kallade Zanderska haget. År 1965 gjordes en bytesaffär med kommunen, då Västra fältet avyttrades i ersättning mot mark 300 hektar omkring Ängsbacken, Trangärd och Vänsberg. Men även marken närmst Klarälven avyttrades, i syfte att ge plats åt E18. Västra fältet kom i sin tur att ge plats åt Tingvalla isstadion.
Genom försvarsbeslutet 1992 beslutades att kasernetablissementet i Karlstad skulle lämnas och verksamheten skulle omlokaliseras till Kristinehamns garnison. År 1994 upphörde verksamheten och därmed fanns det inte längre något behov av övnings- och skjutfältet inom försvaret. När regementet ursprungligen förlades till staden, överenskoms att staden utan kostnad skulle få överta regementets marker den dag regementet flyttade från staden.

## Geografi
Det före detta övnings- och skjutfält omfattar en areal på drygt 1000 hektar och omges av en varierande geografi, då det finns både hällmarkstallskog, gran- och tallskog och fuktigare lövskogar i varierande åldrar samt öppen äng- och åkermark.

## Verksamhet
Karlstads övnings- och skjutfält kom fram till 1994 att användas av förbanden i Karlstads garnison. Jakträtten på övnings- och skjutfältet innehades av Försvarsmakten  fram till 1996. Åren 1997–2002 innehades den av Naturbruksgymnasiet i Värmland. Sedan december 2002 innehas jakträtten av Svenska jägareförbundet och Jägarnas Riksförbund i samarbeta med Karlstads kommun.